# Klokkerholm
Klokkerholm is een plaats in de Deense regio Noord-Jutland, gemeente Brønderslev. De plaats telt 899 inwoners (2008). Het dorp ligt in de parochie Hellevad.